# Печатка Невади
Велика печатка штату Невада — один з державних символів штату Невада, США. Походить від Печатки території Невада. Як тільки Невада стала готовою до отримання державності 1864 року, її установчі збори уточнили дизайн печатки штату.

## Дизайн
Печатка включає в себе шахту, вагонетки з рудою і кварцовий млин біля гори. Сніп, серп і плуг на передньому плані представляють сільське господарство, засніжена вершина з ранішнім сонцем символізує красу природи регіону. Внутрішнє коло печатки несе в собі девіз штату «Усе для нашої країни» (до 24 лютого 1866 року девіз звучав як Volens et Potens (лат. готові й у змозі))", і зображення 36 зірок (номер вступу Невади до Союзу). На зовнішньому колі зазначено: «Велика печатка штату Невада».